# The Ting Tings
The Ting Tings — британский инди-дуэт в составе Джулс Де Мартино (англ. Jules De Martino, ударные, гитара, вокал) и Кэти Уайт (англ. Katie White, вокал, гитара), образовавшийся в 2006 году в Айлингтон Милл, Салфорд, Англия. Третий сингл группы «That’s Not My Name» дебютировал сразу на первом месте британского хит-парада 18 мая 2008 года. Также мгновенным чарттоппером стал дебютный альбом We Started Nothing, выпущенный 19 мая 2008 года.

## История группы
Первой группой Кэти Уайт была TKO (сокращение от Technical Knock Out). Трио, в состав которого входили также Джоанн Литон (англ. Joanne Leeton) и Эмма Лэлли (англ. Emma Lally), выступало разогревщиками со Steps и Five, но не имело ни контракта, ни релизов. Джулс Де Мартино начинал в подростковой группе Babakoto, выпустившем сингл «Just To Get By» в 1987 году, а после его распада перешел в Mojo Pin, группу, выпустившую два сингла: «You» (1995) и «My Imagination» (1996).
С Кэти он познакомился незадолго до распада TKO. Вскоре они собрали трио Dear Eskiimo и получили контракт с Mercury Records. Из-за внутренних разногласий и конфликта с записывающей компанией группа распалась.
Неудачный старт заставил Уайт и Де Мартино пересмотреть свои взгляды на отношения с музыкальным бизнесом. Образовав The Ting Tings, они начали играть на частных вечеринках в салфордском The Mill (в здании, где базируются многие местные артисты, художники и кинематографисты), и вскоре приобрели культовую популярность на манчестерской клубной сцене. Помимо представителей отделов A&R известных лейблов, специально заказывали себе билеты сюда такие люди, как Рик Рубин и Джонни Кэш.
Синглы «That’s Not My Name»/«Great DJ», выпущенные местным лейблом Switchflicker Records, и «Fruit Machine» (Legendre Starkie Records) получили мощную ротацию на BBC Radio 6. Первым на запись в студию BBC дуэт пригласил Марк Райли. За успешным выступлением группы на фестивале Гластонбери 2007 последовало октябрьское турне в связке с Reverend and the Makers, после чего был подписан большой контракт с Columbia Records. В январе 2008 года The Ting Tings заняли 3-е место (уступив Эстель и Даффи) в Sound of 2008, списке наиболее перспективных исполнителей следующего года, составляемом согласно опросу ведущих музыкальных специалистов Британии.
18 мая 2008 года сингл «That’s Not My Name» (тирада Кэти Уайт, направленная против «объективации личности») через неделю после выпуска поднялся на 1-е место в Британии. Еще неделю спустя чарттоппером стал и дебютный альбом We Started Nothing.

### 2009 — настоящее время
В январе 2009 года появились сообщения о том, что The Ting Tings приступили к работе над вторым альбомом в Париже, и что запись будет продолжена в берлинском джаз-клубе по окончании Pink-тура, в октябре. Затем стало известно, что участниками процесса являются Jay-Z и Рианна. В еженедельнике New Musical Express было объявлено рабочее название альбома: Massage Kunst

## Дискография

### Альбомы
- We Started Nothing (2008)
- Sounds from Nowheresville (2012)
- Super Critical (2014)
- The Black Light (2018)

## Синглы S
| Год  | Песня                   | Высшее место в чартах | Высшее место в чартах | Высшее место в чартах | Высшее место в чартах | Высшее место в чартах | Высшее место в чартах | Высшее место в чартах | Высшее место в чартах | Высшее место в чартах    | Высшее место в чартах       | Альбом             |
| Год  | Песня                   | UK                    | AUS                   | Ultratop (BEL)        | GER                   | Irish Singles Chart]  | Dutch Top 40 (NL)     | SWI                   | US                    | Hot Dance Club Play (US) | Hot Modern Rock Tracks (US) | Альбом             |
| ---- | ----------------------- | --------------------- | --------------------- | --------------------- | --------------------- | --------------------- | --------------------- | --------------------- | --------------------- | ------------------------ | --------------------------- | ------------------ |
| 2007 | «Fruit Machine»         | —                     | —                     | —                     | —                     | —                     | —                     | —                     | —                     | —                        | —                           | We Started Nothing |
| 2008 | «Great DJ»              | 33                    | 52                    | 47                    | —                     | 35                    | —                     | —                     | —                     | 3                        | —                           | We Started Nothing |
| 2008 | «That's Not My Name»    | 1                     | 8                     | 48                    | 42                    | 2                     | 59                    | 56                    | 53                    | 4                        | 32                          | We Started Nothing |
| 2008 | «Shut Up and Let Me Go» | 6                     | 44                    | 31                    | 43                    | 9                     | 65                    | 48                    | 55                    | 1                        | 34                          | We Started Nothing |
| 2008 | «Be the One»            | 28                    | —                     | —                     | —                     | —                     | —                     | —                     | —                     | —                        | —                           | We Started Nothing |
| 2009 | «We Walk»               | 58                    | 14                    | —                     | —                     | —                     | —                     | —                     | —                     | —                        | —                           | We Started Nothing |
| 2009 | «Fruit Machine»         | —                     | —                     | —                     | —                     | —                     | —                     | —                     | —                     | —                        | —                           |                    |
| 2010 | «Hands»                 | 29                    | 57                    | 26                    | —                     | —                     | —                     | 70                    | —                     | 1                        | —                           | Massage Kunst      |